# Cryphia troglodyta
Cryphia troglodyta là một loài bướm đêm trong họ Noctuidae.